# SV 1914 Eilendorf
Der SV 1914 Eilendorf ist ein Sportverein aus Aachen-Eilendorf, welcher am 15. August 1914 laut Vereinschronik als „FC 1914 Hindenburg“ gegründet wurde. Die Genehmigung zur Führung des Namens wurde seinerzeit beim damaligen Generalfeldmarschall Paul von Hindenburg eingeholt. In den ersten Jahren widmete sich der Verein ausschließlich dem Fußballsport. 1926 wurde er um eine Handballabteilung erweitert.

## Fußballabteilung

### Geschichte
Nach dem Ende des Ersten Weltkrieges wurde der Verein zum „Sportverein 1914 Eilendorf“ umbenannt und in den Westdeutschen Spielverband aufgenommen. Bereits im ersten Jahr schaffte man den direkten Aufstieg aus der C- in die B-Klasse. Am 1. Januar 1921 schloss sich der FC Rhenania Eilendorf dem SV 1914 an. Nachdem es 1928 zu einem Pachtvertrag für das heutige Sportplatzgelände an der Halfenstraße (früher Rathausstraße) gekommen war, wurde der Platz am 9. Dezember 1928 seiner neuen Bestimmung übergeben. In der Saison 1930/31 spielte der SC 1914 erstmals in der Bezirksklasse. Während des Zweiten Weltkrieges wurden in der Regel nur Freundschaftsspiele durchgeführt und erst nach dem Krieg kam es wieder zu einem geregelten Spielbetrieb.
Dem SV Eilendorf gelang zur Spielzeit 1947/48 den Aufstieg in die höchste Amateurklasse, konnte die Klasse jedoch nicht halten und stieg bis in die 1. Kreisklasse ab. Erst 1951 kehrte er in die höchste Amateurliga zurück, dem in der folgenden Saison wiederum der Abstieg folgte. Nach einem weiteren Abstieg in die Bezirksliga gelang dem Verein in der Saison 1953/54 nach einem Entscheidungsspiel gegen Dürwiß der Aufstieg in die Landesliga Mittelrhein, die er elf Jahre halten konnte und dem dann 1966/67 der erneute Abstieg in die Bezirksliga folgte. Zwischenzeitlich gelang es dem SV 1914 auf der DFB-Vereinspokalebene bis zur Mittelrhein- und Westdeutschen Verbandsebene vorzudringen. Zur Einweihung des neuen Stadions an der Halfenstraße am 1. Juni 1972 bestritt er vor 3500 Zuschauern ein Spiel gegen die Nationalmannschaft von Malaysia, welche auch zu den Teilnehmern der Olympischen Sommerspiele 1972 in München gehörte.

Erst 1979/80 stieg der SV Eilendorf wieder in die Landesliga auf und konnte zwei Jahre später als Tabellenzweiter durch einen Sieg im Entscheidungsspiel gegen Borussia Kalk sogar den Aufstieg in die Verbandsliga Mittelrhein erreichen, die allerdings nur ein Jahr gehalten werden konnte. 1983/84 scheiterte der SVE als Tabellenzweiter knapp an der Rückkehr in die Verbandsliga. Seitdem wechseln sich in den folgenden Jahrzehnten nach einer Talfahrt bis in die Kreisliga A die Zugehörigkeit zur Bezirks- oder Landesliga stetig ab. In der Saison 2011/12 gewann er darüber hinaus den Kreispokal, welcher zur Teilnahme am Mittelrheinpokal berechtigte. Eine Saison später wurde dem SV Eilendorf in der ersten Runde des Pokals die Alemannia Aachen zugelost. Das Spiel sollte zuerst auf dem heimischen Platz ausgetragen werden, wurde aber wegen Sicherheitsbedenken auf den Neuen Tivoli verlegt, wobei dem SV das Heimrecht zugesprochen wurde. Die Partie fand am 13. Oktober 2012 vor 3900 Zuschauern statt und der SV verlor das Spiel mit 0:5. Der SV beendete die Saison 2012/13 der Landesliga Mittelrhein als Aufsteiger auf dem zweiten Tabellenplatz. Ein Jahr später folgte in einem dramatischen Saisonfinale der erstmalige Aufstieg in die Oberliga Mittelrhein. In der Saison 2014/15 gelang durch einen beachtlichen 8. Platz der souveräne Klassenerhalt in der Mittelrheinliga und damit verbunden der größte Erfolg der Vereinsgeschichte. In der zweiten Mittelrheinliga Saison musste der SVE verbunden mit großem Verletzungsproblemen den Weg zurück in die Landesliga gehen. Dort gelang trotz anhaltender Verletzungssorgen ein guter sechster Platz in der Landesliga Gruppe 2. 

Jubiläumslogo (2014)

### Platzierungen der letzten Jahre
| Saison  | Liga                    | Platz   | Tore   | Punkte | FVM-Pokal     |
| ------- | ----------------------- | ------- | ------ | ------ | ------------- |
| 2003/04 | Bezirksliga Mittelrhein | 12 (16) | 050:54 | 0035   |               |
| 2004/05 | Bezirksliga Mittelrhein | 02 (16) | 086:46 | 0064   |               |
| 2005/06 | Bezirksliga Mittelrhein | 05 (16) | 062:51 | 0050   |               |
| 2006/07 | Bezirksliga Mittelrhein | 06 (16) | 061:50 | 0045   |               |
| 2007/08 | Bezirksliga Mittelrhein | 04 (16) | 073:46 | 0053   |               |
| 2008/09 | Bezirksliga Mittelrhein | 03 (16) | 081:40 | 0060   |               |
| 2009/10 | Bezirksliga Mittelrhein | 03 (16) | 063:40 | 0056   |               |
| 2010/11 | Bezirksliga Mittelrhein | 03 (16) | 082:39 | 0060   |               |
| 2011/12 | Bezirksliga Mittelrhein | 01 (16) | 106:27 | 0079   |               |
| 2012/13 | Landesliga Mittelrhein  | 02 (16) | 061:44 | 0054   | 1. Runde      |
| 2013/14 | Landesliga Mittelrhein  | 03 (16) | 070:43 | 0059   |               |
| 2014/15 | Mittelrheinliga         | 08 (16) | 043:56 | 0040   |               |
| 2015/16 | Mittelrheinliga         | 16 (16) | 033:60 | 0024   | 1. Runde      |
| 2016/17 | Landesliga Mittelrhein  | 06 (16) | 054:45 | 0046   |               |
| 2017/18 | Landesliga Mittelrhein  | 08 (16) | 062:70 | 0039   |               |
| 2018/19 | Landesliga Mittelrhein  | 02 (16) | 066:32 | 0059   |               |
| 2019/20 | Mittelrheinliga         | 16 (16) | 015:37 | 0010   | Saisonabbruch |
| 2020/21 | Mittelrheinliga         | 14 (16) | 05:18  | 0003   | Saisonabbruch |
| 2021/22 | Mittelrheinliga         | 15 (18) | 037:59 | 0038   |               |
| 2022/23 | Landesliga Mittelrhein  | 05 (16) | 066:47 | 0052   |               |
| 2023/24 | Landesliga Mittelrhein  | 12 (16) | 060:64 | 0033   | Achtelfinale  |

### Persönlichkeiten
- Faton Ademi
- Sabrina Bemmelen
- Stephan Kaußen
- Christina Keuter
- Andreas Korte
- Josef Nehl

## Handballabteilung
1926 wurde beim SV 1914 Eilendorf durch Willi Bohlen eine Handballabteilung gegründet, die 1931 die höchste deutsche Spielklasse erreichte. Fünf Jahre später musste aufgrund von Mangel an Nachwuchs der Betrieb eingestellt werden. Erst nach dem Zweiten Weltkrieg konnte der Betrieb wieder neu aufgenommen werden und der Verein startete 1948 neu in der Kreisliga, die er bis zum Aufstieg in die Landesliga 1965 halten konnte. Am Ende der Saison 1965/66 stand der SV Eilendorf mit TV Roetgen und dem BTB Aachen Punktgleich an der Tabellenspitze, jedoch gelang ihm in den Relegationsspielen nicht der Aufstieg zur Oberliga. Zur Saison 1967/68 spielte der SV in der neuen Verbandsliga, stieg aber 1970 wieder ab. Seitdem schwankt die Zugehörigkeit der Handballabteilung zwischen Kreis- oder Landesliga. Derzeit gehört sie der Kreisliga an.